# Штельмах, Дмитрий Лаврентьевич
Дмитрий Лаврентьевич Штельмах (26.11.1902 — 03.07.1971) — командир 797-го стрелкового полка 232-й стрелковой дивизии, полковник. Герой Советского Союза.

## Биография
Родился 26 ноября 1902 года в селе Великая Вовнянка ныне Таращанского района Киевской области.
C 1924 года в Красной Армии. Участник Великой Отечественной войны с июня 1941 года. Воевал на Юго-Западном, Воронежском, 1-м Украинском, 2-м Украинском и 3-м Украинском фронтах.
Указом Президиума Верховного Совета СССР от 13 сентября 1944 года за успешный прорыв укреплённого района и проявление в боях личной храбрости полковнику Дмитрию Лаврентьевичу Штельмаху присвоено звание Героя Советского Союза с вручением ордена Ленина и медали «Золотая Звезда».
Жил в Виннице и Житомире. Скончался 3 июля 1971 года.
Награждён орденом Ленина, двумя орденами Красного Знамени, орденом Отечественной войны 1-й степени, медалями.